# Минчо Богданов Стари
Вижте пояснителната страница за други личности с името Богданов.
Минчо Богданов Стари е български майстор-строител и борец за национално освобождение от XIX век. Той е дядо на строителния предприемач Минчо Богданов.

## Биография
През 1869 г. уста Минчо построява възрожденския храм ”Св. Троица” с. Чирпелии, а също така и каменния двуарков мост на река Божана в с. Кметовци на пътя към Боженци. Той е участник в основаните от Васил Левски революционни комитети в Новозагорско. Прогонен е от османската власт и през 1873 г. със семейството си се преселва на север в колибите Веленци над Трявна. През освободителната Руско-турска война (1877-1878) Минчо Богданов Стари води разузнавателна и охранителна чета и превежда руски войски през Тревненския балкан към Шипка.

## Наследство
Минчо Богданов Стари дарява земя за изграждане на несъществуващите днес читалище с училище във Веленци, а също така и за църква на мястото на днешното селско гробище. Той слага началото на един от видните тревненски дюлгерски родове, като негови преки потомци са Минчо Богданов (1896-1982), основополoжникът на противопожарното инженерство в България доц. д-р инж. Пенчо Богданов (1931-2000) и архитектът Миломир Богданов.
- Строителен надпис на уста Минчо от 1869 г. на възрожденската църква „Св. Троица“ в с. Труд, Пловдивско
- Паметен надпис за моста на с. Кметовци на Минчо Стари